# کی (خواننده)
کی (به انگلیسی: Kei) با نام اصلی کیم جی-سئون (به انگلیسی: Kim Ji-yeon)(زاده ۲۰ مارس ۱۹۹۵) خواننده، بازیگر کره‌ای است. او عضو گروه لاولیز است.